# Anna Maria Ferrero
Anna Maria Ferrero wł. Anna Maria Guerra (ur. 18 lutego 1934 w Rzymie, zm. 21 maja 2018 w Paryżu) – włoska aktorka.

## Życiorys
Urodziła się jako Anna Maria Guerra zmieniła nazwisko na Ferrero na cześć kompozytora Willy’ego Ferrero. Jej debiut filmowy nastąpił w wieku 15 lat w filmie Niebo jest czerwone (1950), a wkrótce została obsadzona w takich filmach jak Książę Sant'Elmo (1950) i Zakazany Chrystus (1951).
Ferrero zdecydowała się zakończyć karierę krótko po ślubie który miał miejsce w 1963 roku z francuskim aktorem Jeanem Sorelem, z którym wystąpiła w dwóch filmach: Złoto Rzymu i Cztery dni w Neapolu.

## Filmografia
- 1950: Płonące niebo jako Giulia
- 1951: Zakazany Chrystus jako Maria
- 1951: Dwie prawdy jako Maria-Luce Carlinet
- 1952: Znasz te maki jako Pierina Zacchi
- 1953: Neapolitańczycy w Mediolanie jako Nannina
- 1953: Zakochani z Villa Borghese jako Anna Maria Del Balzo
- 1953: Wszyscy jesteśmy lokatorami jako Anna Perrini
- 1953: Gorączka życia jako Elena
- 1953: Luksusowe dziewczyny jako Valerie De Beranger
- 1953: Zwyciężeni jako Marina
- 1953: Niewierne jako Casandra
- 1954: Biada pokonanym jako Clara
- 1954: Wdowa X jako Adriana
- 1954: Paryżanin w Rzymie jako Fiorella
- 1954: Ulica ubogich kochanków jako Gesuina
- 1955: Złoty jastrząb jako Fiammetta
- 1955: Totò i Carolina jako Carolina De Vico
- 1955: Rywal jako Barbara Candi
- 1956: Najwyższa spowiedź jako Lisa
- 1956: Kean jako Anna Damby
- 1956: Wojna i pokój jako Maria Bołkońska
- 1959: Niespodzianki miłości jako Mariarosa
- 1959: Noc brawury jako Nicoletta
- 1960: Dzwonnik jako Ninetta
- 1960: Matador jako Annalisa
- 1960: Następcy tronów jako Marina
- 1960: Urzędnik jako Joan
- 1960: Bitwa pod Austerlitz jako Elisa Bonaparte
- 1961: Kapitan Fracasse jako Markiza Bruyères
- 1961: Złoto Rzymu jako Giulia
- 1963: Mąż w kondominium jako Giuliana
- 1964: Countersex jako Marcella